# Maria Teresa Piedade
Maria Teresa Fernandez Piedade (La Corunã, 27 de março de 1952), conhecida como Maitê, é uma bióloga, pesquisadora e professora universitária brasileira.
Membro titular da Academia Brasileira de Ciências e comendadora da Ordem Nacional do Mérito Científico, Maitê é professora titular III do Instituto Nacional de Pesquisas da Amazônia (Inpa/MCTI), nos programas de Pós-Graduação de Ecologia e de Botânica, e do Mestrado em Biodiversidade da Universidade Federal do Oeste do Pará (UFOPA).

## Biografia
Maitê nasceu em 1952, em La Corunã, na Espanha, mas veio com a família para o Brasil quando tinha 5 anos.
Maria Teresa Fernandez Piedade formou-se em Ciências Biológicas pela Universidade Federal de São Carlos (UFSCar), em 1975. Em 1977, foi contratada como professora da Universidade Federal do Acre (UFAC), quando era recém-formada, casada e tinha um filho de 3 anos de idade. Ficou na instituição por 11 anos.
Fez sua especialização em Botânica, o mestrado e o doutorado em Ecologia no INPA, onde é Professora desde 1988. Fez pós-doutorados nas Universidades de Cambridge e de Essex, na Grã-Bretanha.
É Presidente do Conselho de Administração do Instituto Mamirauá, representando o INPA. Coordena um GP/CNPq, o GP-MAUA e o Programa de Pesquisas Ecológicas de Longa Duração (PELD/CNPq, Site MAUA) PELD MAUA.
| “                                | Tenho muito amor pelo trabalho que faço, assim como tenho um profundo carinho pelo Inpa, minha segunda casa. O reconhecimento em esferas maiores é muito importante. Espero que [a Ordem Nacional do Mérito Científico recebida em 2023] ajude a trazer maior visibilidade à Amazônia e às pesquisas que realizamos aqui. | ” |
| — Maria Teresa Fernandez Piedade | |   |

## Prêmios
- 2023 - Ordem Nacional do Mérito Científico,[1]
- 2018 - Prêmio Áreas Úmidas Amazônicas,[2]
- 2013 - Menção honrosa Destaque em Estudos da Limnologia na Região Norte,[2]
- 2011 - Prêmio Joachim Adis de Ecologia Tropical Interdisciplinar,[2]
- 2010 - menção honrosa como orientadora da área de ecologia do Programa Pibic Inpa – CNPq/Fapeam,[2]
- 2003 - medalha Warwick Kerr por serviços prestados à Pós-Graduação.[2]

## Associações
É membro das seguintes instituições:
- Conselho de Administração do Instituto de Desenvolvimento Sustentável Mamirauá (IDSM).